# 牧野省三
牧野 省三（まきの しょうぞう、1878年9月22日 - 1929年7月25日）は、日本の映画監督、映画製作者、脚本家、実業家。
日本最初の職業的映画監督であり、日本映画の基礎を築いた人物でもある。「映画の父」と呼ばれたD・W・グリフィスになぞらえて「日本映画の父」と呼ばれた。千本座の経営者から映画製作に乗り出し、300本以上の時代劇映画を製作。尾上松之助とコンビを組み、彼の忍術映画でトリック撮影を駆使した。歌舞伎や講談、立川文庫から題材を求め、「スジ、ヌケ、動作」を三大原則とした映画製作で大衆から支持を得た。その後マキノ・プロダクションを設立し、阪東妻三郎、片岡千恵蔵、嵐寛寿郎、高木新平、月形龍之介、市川右太衛門といったスター俳優や、監督の衣笠貞之助、二川文太郎、井上金太郎、内田吐夢ら、脚本家の寿々喜多呂九平、山上伊太郎らを育て上げた。

## 来歴・人物

### 生い立ち
1878年（明治11年）9月22日、京都府北桑田郡山国村（京北町を経て現・京都市右京区）に生まれる。父は漢方医で幕末の勤王派農兵隊・山国隊の西軍沙汰人（部隊副官）であった藤野齋、母は娘義太夫師の竹本弥奈吉（牧野彌奈）である。兄と妹が一人ずついる。
省三は非嫡出子であったため、彌奈の子として育てられた。彌奈の実家は禁裡御用を務める左官屋で、御所の前に家を構えていた。当時、彌奈は大野屋という寄席と上七軒で置屋を経営しており、西陣の旦那衆に義太夫を教えていた。その母の影響で省三は幼少時から芸事に親しみ、近所の子供たちと芝居ごっこに熱中していた。彌奈の姉弟子である竹本綱尾から義太夫を習い、中村廷笑から芝居道の故実を学んだ。

### 千本座を経営
1901年（明治34年）、牧野家の地所内にあった約300坪の劇場・千本座を母とともに買収・改築し、9月1日に開場した。元々千本座は薩摩の浪人竹内某が持ち主となっていたが、父の藤野が竹内と交渉した末に手に入れた。省三は母親の経営を手伝いながら、自ら舞台に立って義太夫や芝居を披露した。また、この頃に材木問屋「石橋屋」の一人娘・多田ため（後の知世子）と結婚した。
その後25歳の時に、彌奈から千本座の経営を任され、旧劇や小芝居を上演したほか、横田商会の興行で活動写真の上映も行った。1904年（明治37年）、彌奈と大阪・九條繁栄座へ見物に行った際に尾上松之助を発見し、彼を招いて千本座に出演させた。同年、モルガンお雪と失恋した省三がその実体験を基に書いた『モルガンお雪』を千本座で上演し、大当りする。

### 映画監督に
1908年（明治41年）、千本座を活動写真興行に貸していた縁で、横田商会の横田永之助から映画製作を依頼される。省三は横田よりカメラとフィルムを借り受け、『本能寺合戦』を撮影。中村福之助や嵐璃徳ら千本座の俳優を起用し、真如堂の境内で撮影を行った。続けて横田の請負で『菅原伝授手習鑑』『明烏夢の泡雪』『児島高徳誉の桜』『安達原三段目袖萩祭文の場』『桜田騒動血染雪』を撮っているが、1本30円での請負ではやり切れなかったため、この5本限りで一旦映画製作を停止している。
1909年（明治42年）、5ヶ月ぶりに映画を製作し、『碁盤忠信 源氏礎』を撮る。同作にはこの年に千本座の座頭となった尾上松之助を起用し、松之助とのコンビ2作目の『石山軍記』では睨みをきかせて大きく見得を切る松之助の演技が好評を呼び、以来派手な立ち回りを得意とした松之助は「目玉の松ちゃん」と呼ばれて爆発的な人気を得た。
省三は12年間に渡り、横田商会と日活の2社で200本以上の松之助主演の時代劇を撮っていった。いずれも歌舞伎、講談、立川文庫から題材をとったものだが、編集技術を身につけた牧野がトリック撮影を駆使して撮った忍術映画なども多く作り、子供たちからも熱狂的に支持された。1912年（大正元年）に横田商会と他の3社とが合併して設立された日活では、関西撮影所の所長に就任した。

### 日活からの独立
1919年（大正8年）、省三は松之助映画を撮ることを止めて彼と訣別。同年7月10日に日活在籍のままミカド商会を設立した。しかし、1ヶ月後の1920年（大正9年）に横田によって日活に吸収され、独立は失敗に終わった。日活に戻った牧野は、日活時代劇を二部製作制にし、第一部で小林弥六に松之助映画を撮らせ、牧野は第二部で歌舞伎役者の市川姉蔵を起用して監督活動を行った。
1921年（大正10年）4月、姉蔵の死去により2部制は廃止、牧野は「興行映画の製作をしない」ことを条件に日活を退社。6月に等持院境内に牧野教育映画製作所を設立した。9月には等持院撮影所を開設し、牧野の助監督の金森万象、日活の監督である沼田紅緑、同時期に製作活動を中止した大正活動映画の俳優らが参加して、本格的に教育映画の製作を行った。
翌1922年（大正11年）、無名の歌舞伎役者を起用して『実録忠臣蔵』を撮り、大ヒットする。歌舞伎や講談の映画化に過ぎず、歌舞伎的な立ち回りが特徴の古臭い松之助映画とは違い、斬新な演出手法を用いて写実的な描写で描き、谷崎潤一郎は松之助映画と比較して「映画的」だと絶賛した。

### マキノプロの設立
牧野教育映画製作所は、大活や国際活映の人材を得て、自主製作・自主配給の機能も持てるようになり、1923年（大正12年）にはマキノ映画製作所に改組、時代劇や現代劇などの一般作品を製作していった。この時に阪東妻三郎をスターに育て上げ、寿々喜多呂九平や二川文太郎などの若き映画人たちを育成した。そんな20前後の若いスタッフたちの自由な発想で作ったリアルな剣戟映画は人気を呼んだ。
1924年（大正13年）8月、東亜キネマに吸収合併され、東亜キネマ甲陽撮影所と等持院撮影所の所長に就任した。1925年（大正14年）1月、新国劇の澤田正二郎主演の『国定忠治』を公開し、大成功を収める。同年6月、ふたたび独立してマキノ・プロダクションを設立した。
1927年（昭和2年）1月、大作『忠魂義烈 実録忠臣蔵』の製作を開始。
この年は松竹、帝国キネマも忠臣蔵を題材とした映画製作を発表しており、三社による競作は話題を呼んだが製作サイドにはプレッシャーが掛かる状態となった。
大石内蔵助役に候補があげられていた實川延若、松本幸四郎が辞退し、最終的には新派の大幹部であった伊井蓉峰が大石役に決まったものの、牧野の希望とは正反対の演技をしてしまったり、当初片岡千恵蔵が演じることに決まっていた浅野内匠頭を諸口十九に演じさせ、不満に感じた千恵蔵が牧野を脱退し、これに続いて嵐寛寿郎ら50名の俳優が脱退してしまう。さらに、編集中にネガを引火させてしまい自宅が全焼するなど、様々なトラブルを引き起こし、不完全な公開となってしまう。
その後、ディスク式トーキーの研究に取り組み、1929年（昭和4年）に国産ディスク式トーキーの『戻橋』を完成させている。

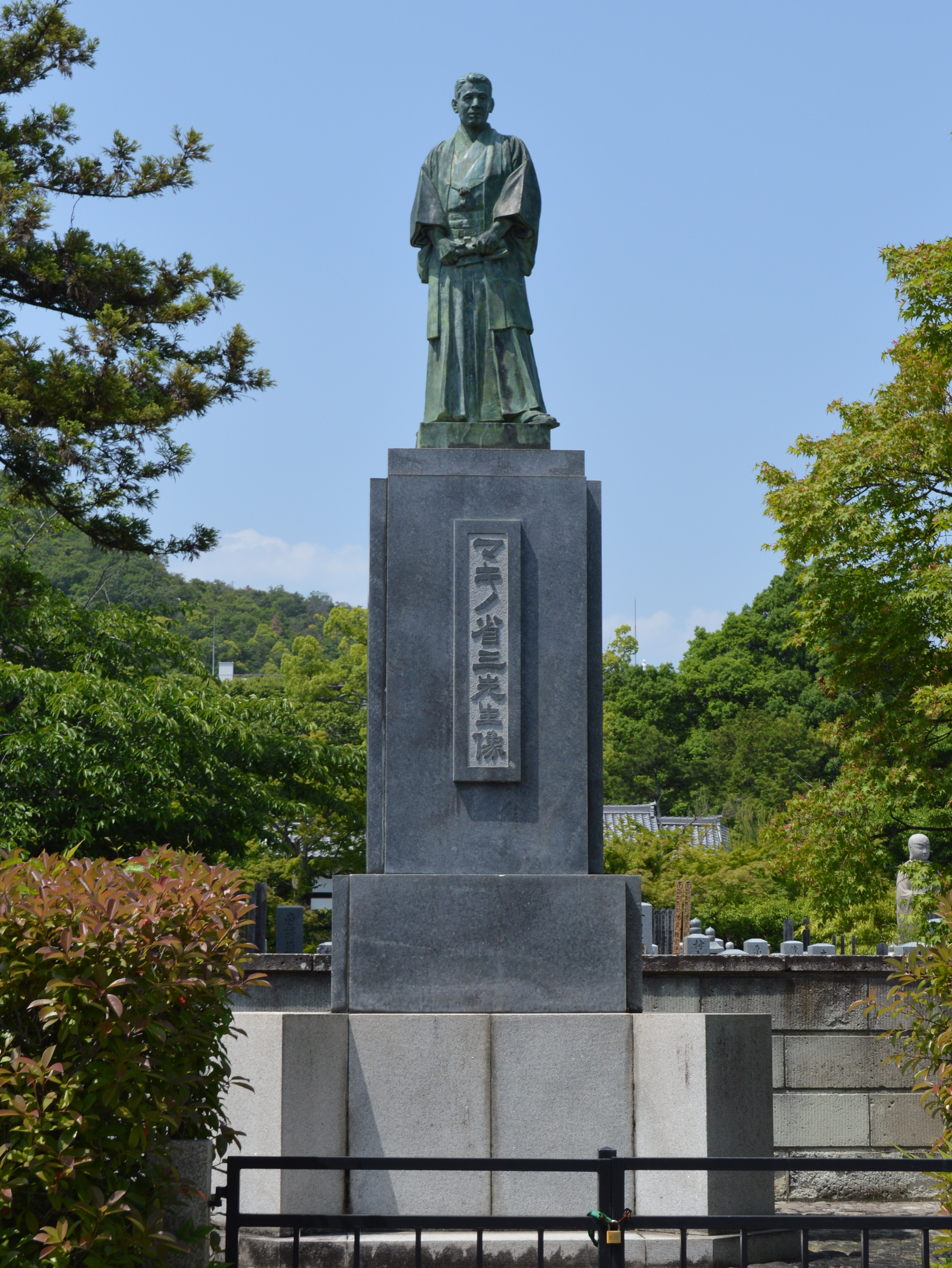
等持院境内にある「マキノ省三先生像」

同年6月、持病の糖尿病に加え神経衰弱も加わり床に伏すようになる。同年7月24日には病状が悪化して翌7月25日、心臓麻痺で死去、50歳没。監督としての遺作は1928年（昭和3年）公開の『雷電』だった。葬儀は御室撮影所で営まれ、池永浩久が葬儀委員長を務めた。この様子を映した記録映画が現存しており、東京国立近代美術館フィルムセンターが所蔵している。墓は等持院にあり、墓所の前には「マキノ省三先生像」と彫られた銅像が建っている。

### 没後
死後50日を経て、当時まだ21歳であった長男・マキノ雅弘を中心としたマキノ・プロダクションの新体制が発表されたが、省三の妻で同社の代表取締役に就任した牧野知世子を頂点とした「マキノ本家」と撮影所の二股があだになり、賃金未払い、ストライキなど争議の日々を経て、省三没後2年の1931年（昭和6年）に同社は解散した。雅弘は、省三の遺した37万円という巨額な負債を、長男であるというだけの理由でたったひとりで背負うこととなった。1935年（昭和10年）、雅弘はマキノトーキー製作所を設立して安価で良質なトーキーを量産、最期の1年をトーキーに賭けた父・省三の意思を継いだ。
1958年（昭和33年）、牧野の業績を追善し、後進の映画人を表彰する「牧野省三賞」が京都市民映画祭において創設された（のち京都国際映画祭）。
2001年（平成13年）、右京区太秦の三吉稲荷神社に「牧野省三顕彰碑」が設置された。

## 日本映画の父

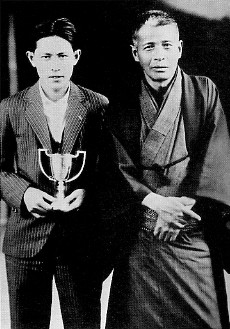
息子のマキノ雅弘（左）が『浪人街 第一話 美しき獲物』でキネマ旬報ベストテン第1位を受賞した時。右が省三（1928年）

牧野は映画製作のモットーに「1.スジ、2.ヌケ、3.ドウサ」の三大原則を掲げ、この3つを重要視した。スジはシナリオのこと、ヌケは撮影・現像の技術のこと、ドウサは俳優の演技のことである。スジについて、牧野は「ホン（脚本）さえよかったら、誰でもいい演出家になれる」と語っているように、脚本を特に重視しており、マキノ映画製作所時代に寿々喜多呂九平や山上伊太郎などの若き脚本家を育てており、彼らには当時の監督よりも高額のギャラをあげていた。
尾上松之助の忍術映画では、中止めや二重露光などの技術によるトリック撮影を駆使して、人が瞬間で消えたり、動物に化けたり、空を飛んだりするといった、特殊な演出を行った。そもそもトリック撮影を使用したきっかけは、ある映画を撮影していた時に、牧野がカメラを固定させたままフィルムを交換した際、一人の俳優が用を足しにその場を離れ、それに気がつかなかった牧野が撮影を続行。後日フィルムを上映すると、一人の俳優が忽然と消えてしまったというエピソードからであった。ほか、スピード感を演出するため1秒間に8コマという変則的な撮影法を取り入れたりもしている（当時は1秒間に16コマが標準的な速度である）。
牧野が育てた映画人には、内田吐夢、衣笠貞之助、息子のマキノ雅弘、松田定次、二川文太郎、沼田紅緑、滝沢英輔、金森万象、井上金太郎、並木鏡太郎などの映画監督、尾上松之助、阪東妻三郎、片岡千恵蔵、嵐寛寿郎、月形龍之介、市川右太衛門、高木新平、松浦築枝、森静子、鈴木澄子、岡島艶子、娘のマキノ輝子などの俳優・女優がいる。
手がけた映画は300本以上に上るが、戦災によりその多くが失われ、現存するのは『忠魂義烈 実録忠臣蔵』、『浪人街』第二部など後世に再編集されたもの数編にとどまる。そのため、作品の全体像を知ることはほぼ不可能なのが現状である。

## エピソード
牧野が10年ほどに渡ってコンビを組んでいた松之助と訣別した理由には、松之助に人気が集中し、ついには松之助が製作に口出すようになって、その態度を不快に思ったことや、松之助の映画が低俗的で古臭いものであるということなどがある。
また、忍術映画のヒットにより子供たちの間では忍術ごっこが流行したが、それにより高いところから飛び降りて怪我をするといった事故が発生し、重傷を負う子供たちも続出した。さらにある日、牧野は子供たちに囲まれて、「このウソつき、印を結んでも消えんやないか」と罵られて、石を投げられるという出来事もあった。それをきっかけに牧野は教育映画の製作を決意したという。
マキノ・プロが経営難に陥った際、周囲は監督をやめて経営に専念したほうが良いと勧めたが、本人は「監督は死ぬまでやめん、道楽やによってな。」と断った。

## 親族
マキノ家
- 父：藤野齋
- 母：牧野やな（娘義太夫師）
- 先妻：松田照
- 先妻の子：松田定次
- 後妻：牧野知世子
- 長男：マキノ雅弘（映画監督）

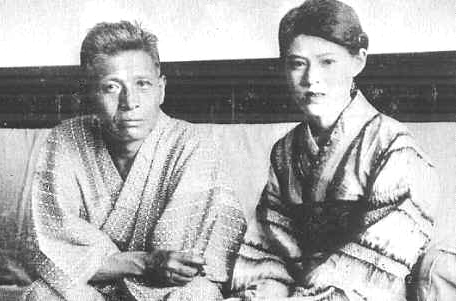
四女のマキノ輝子と

- 次男：マキノ光雄（満洲映画協会、東横映画、東映で映画プロデューサーとして活躍）
- 三男：マキノ真三（妻の宮城千賀子とマキノ芸能社を設立）
- 長女（冨榮）の夫：高村正次（正映マキノキネマの設立者）
- 四女：マキノ智子（女優・俳優長門裕之、津川雅彦の母）

省三は、マキノ・プロダクションの時代に姓をカタカナにしたマキノ省三を名乗りはじめたが、以後自社作品に出演する息子や娘たちにもマキノ姓を名乗らせた。
その他の親族
- 玄姪孫： 宮川大輔 (タレント) - 異母兄弟（藤野齋の嫡出側）の玄孫。[24]

## 主なフィルモグラフィ
特筆以外は監督作品

- 本能寺合戦（1908年、横田商会）
- 菅原伝授手習鑑（1909年、横田商会）
- 碁盤忠信 源氏礎（1909年、横田商会）
- 石山軍記（1910年、横田商会）
- 忠臣蔵もの
  - 忠臣蔵（1910年、横田商会）
  - 忠臣蔵（1912年、横田商会）
  - 増補忠臣蔵（1913年、日活）
  - 忠臣蔵（1913年、日活）
  - 忠臣蔵（1914年、日活）
  - 元禄快挙 十二時忠臣蔵（1917年、日活）
  - 実録忠臣蔵（1921年、日活）
  - 実録忠臣蔵（1922年、牧野教育映画製作所）
  - 忠魂義烈 実録忠臣蔵（1928年、マキノ） - 監督、製作総指揮
- 怪鼠伝（1915年、日活）
- 豪傑児雷也（1921年、日活）
- 怪傑鷹（1924年、マキノ） - 製作総指揮
- 討たるゝ者（1924年、マキノ） - 総監督
- ロビンフットの夢（1924年、マキノ） - 製作総指揮
- 雄呂血（1925年、阪東妻三郎プロダクション） - 製作総指揮
- 鞍馬天狗異聞 角兵衛獅子（1927年、マキノ） - 製作総指揮
- 悪魔の星の下に（1927年、マキノ） - 製作総指揮
- 道中悲記（1927年、マキノ） - 製作総指揮
- 蹴合鶏（1928年、マキノ） - 製作総指揮
- 浪人街（マキノ） - 製作総指揮
  - 浪人街 第一話 美しき獲物（1928年）
  - 浪人街 第二話 楽屋風呂 第一篇（1929年）
  - 浪人街 第二話 楽屋風呂 解決篇（1929年）

## 牧野省三を扱った作品
- クライマックス 人生はドラマだ / マキノ省三（テレビドラマ、1960年）
- カツドウ屋一代（テレビドラマ、1968年）
- あゝにっぽん活動大写真（ドキュメンタリー番組、1978年）
- 活動屋ばんざい 日本映画の草分け 監督マキノ省三のカチンコ人生（テレビドラマ、1979年）